# Tarragonès
Le Tarragonès est une comarque espagnole de la province de Tarragone (Catalogne).

## Géographie
Elle fait partie du Camp de Tarragone, et est limitée par le Baix Penedès au nord-ouest, l'Alt Camp à l'ouest et le Baix Camp au sud.

## Carte
| Anoia Bages Segarra Solsonès Conca de · Barberà Moianès Osona Berguedà Basse · Cerdagne Alt · Urgell Pallars · Sobirà Val d'Aran Alta · Ribagorça Pallars · Jussà Noguera Urgell Pla · d'Urgell Segrià Garrigues Alt · Penedès Baix · Llobregat Barcelonès Vallès · Occidental Maresme Vallès · Oriental Ripollès Garrotxa Alt Empordà Pla de · l'Estany Gironès Selva Baix · Empordà Garraf Baix · Penedès Tarragonès Alt · Camp Baix · Camp Priorat Ribera · d'Ebre Terra · Alta Baix Ebre MontsiàFrance Pyrénées-Orientales Ariège Haute · Garonne Andorre Aragon Communauté valencienneMer Méditerranée |

## Communes
Altafulla | el Catllar | Constantí | Creixell | el Morell | la Nou de Gaià | els Pallaresos | Perafort | la Pobla de Mafumet | la Pobla de Montornès | Renau | la Riera de Gaià | Roda de Barà | Salomó | Salou | la Secuita | Tarragone | Torredembarra | Vespella de Gaià | Vila-seca | Vilallonga del Camp